# Couronnement du monarque hongrois

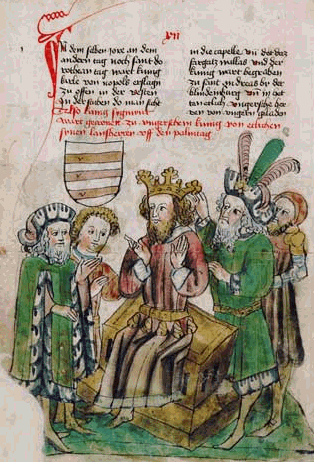
Illustration du couronnement d'un roi Hongrois

Le couronnement du monarque hongrois était une cérémonie durant laquelle le roi ou la reine du Royaume de Hongrie était officiellement couronné et investi des regalia du royaume. Elle était l'équivalent des cérémonies de couronnement qui ont eu lieu dans d'autres monarchies européennes. Alors que dans des pays tels que la France et l'Angleterre le règne du roi commençait immédiatement après la mort de son prédécesseur, le couronnement était absolument indispensable en Hongrie. S'il n'était pas correctement exécuté, le Royaume restait « orphelin ». Tous les monarques devaient être couronnés Roi de Hongrie afin de pouvoir promulguer des lois ou d'exercer leurs prérogatives royales sur le territoire du Royaume de Hongrie,,. Depuis la bulle d'or de 1222 (en), tous les rois hongrois ont dû prêter serment lors du couronnement, devant accepter de maintenir l'arrangement constitutionnel du pays, de préserver les libertés de leurs sujets et l'intégrité territoriale du royaume.